# Getande dwerghaarmuts
Getande dwerghaarmuts (Orthotrichum dentatum) is een soort uit het geslacht haarmuts (Orthotrichum).

## Verspreiding
De soort is in Nederland zeer zeldzaam.